# Chiesa di San Bartolomeo (Parma, capoluogo)
La chiesa di San Bartolomeo è un luogo di culto cattolico dalle forme barocche, situato in via Giosuè Carducci 7 a Parma, in provincia e diocesi di Parma; è sede di una parrocchia compresa nella zona pastorale della città.

## Storia
La chiesa, assieme al monastero di religiose benedettine annesso, fu fondato prima dell'835 dalla regina Cunegonda che vi fece collocare le reliquie della santa martire Sabina.
Del monastero non si hanno notizie ulteriori: venne verosimilmente unito a quello di Sant'Alessandro dove si era ritirata Cunegonda.
La notte del 23 agosto 1139, vigilia della festa di san Bartolomeo, nei pressi della chiesa si sviluppò un incendio che distrusse numerosi edifici ma non danneggiò il tempio, che venne dedicato al santo apostolo.
La chiesa fu poi detta San Bartolomeo de Glarea (della ghiaia) perché sorgeva nei pressi dell'antico letto dal torrente Parma, abbandonato dopo la piena del 1180, dove si tenevano le fiere.
La chiesa fu rifatta attorno al 1663; venne ristrutturata una prima volta sotto la direzione di Gaetano Ghidetti nel 1785 e poi nuovamente nel 1851, quando assunse la forma definitiva.

## Descrizione

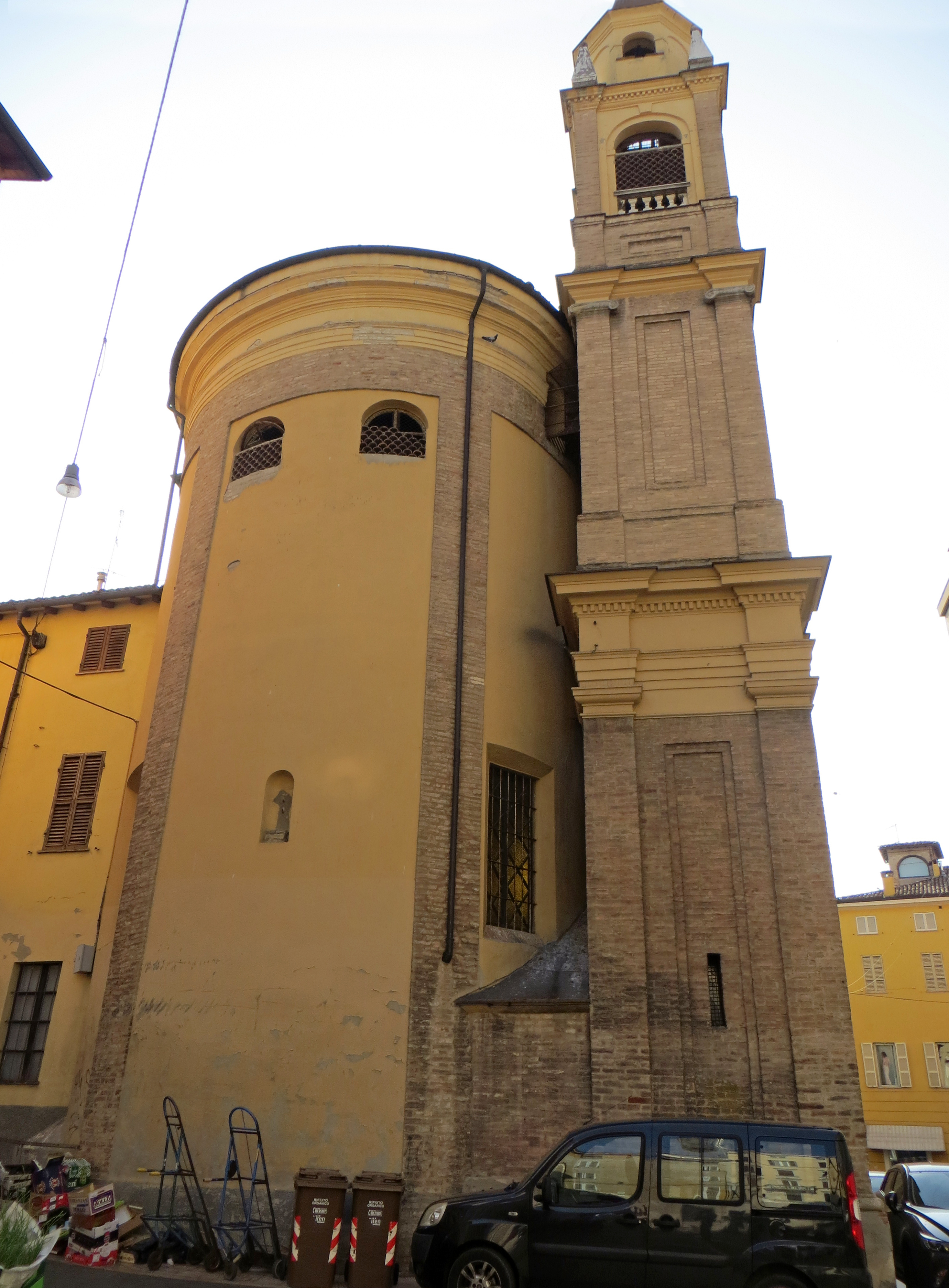
Abside e campanile

La facciata è suddivisa in due piani e in quello inferiore, ai lati del portone d'ingresso, si aprono due nicchie che conservano le statue di san Bartolomeo e santa Sabina.
L'interno è a navata unica, con quattro cappelle laterali per parte separate da lesene scanalate, con capitelli corinzi sui quali corre un fregio in stucco con motivi floreali.
Nel presbiterio absidato è l'altare maggiore, in marmo, che conserva l'urna con le reliquie di santa Sabina. La pala d'altare è una tela di Giuseppe Peroni raffigurante il martirio di san Bartolomeo (1752).